# Büste der Marietta Strozzi
Die Büste der Marietta Strozzi wurde wahrscheinlich um 1460 in Florenz von dem Bildhauer Desiderio da Settignano aus Marmor geschaffen; sie befindet sich im Besitz der Skulpturensammlung im Berliner Bode-Museum. In der kunsthistorischen Forschung wird angenommen, dass die Berliner Büste mit dem von Giorgio Vasari in seiner Vita des Desiderio da Settignano (1550/1568) erwähnten Marmorporträt der Marietta Strozzi identisch ist.

## Beschreibung
Die bis zur Taille reichende, annähernd lebensgroße Marmorbüste mit den Maßen 52,8 × 47,8 × 23,8 cm zeigt eine individuelle und zugleich typisierte Darstellung einer jungen Frau: Die hohe Stirn, die schmale Nase und der lange Hals sind Merkmale des in Florenz im 15. Jahrhundert vorherrschenden weiblichen Schönheitsideals. Gleichzeitig weist ihr Blick aus großen, halbgeschlossenen Augen sowie ihre lebendige, leicht gedrehte und nach hinten geneigte Körperhaltung sie als eine Person mit individuellen Zügen aus. Ihre Haare sind in einem locker um den Kopf geschlungenen, dicken Haarstrang gelegt, der mit einer feinen, über die Stirn herabhängenden Perlenschnur verflochten und mithilfe eines dünnen, ihre Ohren und den Hinterkopf bedeckenden Tuchs fixiert ist. Sie trägt ein schlichtes Kleid, das lediglich durch eine Schnürung vor der Brust und eine leichte Plissierung an der Taille sowie dezenten Puffärmeln betont wird.

## Material, Technik und Erhaltungszustand
Die Frauenbüste wurde aus Carrara-Marmor hergestellt. Durch Einsatz unterschiedlicher Werkzeug und Schleifmittel bzw. den Grad der Glättung gelang es dem Bildhauer überzeugend, die Oberflächenbeschaffenheit von Haut, Haar und Textilien voneinander abzusetzen.
Die Büste ist insgesamt gut erhalten, auffällig sind jedoch braune Verfärbungen auf der Rückseite des linken Ärmels sowie an der rechten Seite des Halses.

## Autorschaft
Das Fehlen jeglicher Dokumente zum Entstehungszusammenhang sowie zur Provenienz der Büste veranlasste Kunstwissenschaftler, das Werk unterschiedlichen Künstlern zuzuschreiben: Die beim Ankauf 1842 ursprünglich für ein Werk Donatellos gehaltene Büste schrieb Wilhelm von Bode aufgrund  stilistischer Merkmale bereits einige Jahre später dem Bildhauer Desiderio da Settignano und damit der Identität der Marietta Strozzi zu. Nachdem am Ende des 19. Jahrhunderts und zu Beginn des 20. Jahrhunderts weitere weibliche Büsten, die mit Desiderio da Settignano und Marietta Strozzi in Verbindung gebracht wurden, Zweifel an der Authentizität der Berliner Büste aufkommen ließen, wurde sie aufgrund ihrer qualitativ hochwertigen Ausführung 1958 von John Pope-Hennessy Antonio Rossellino zugeschrieben. Die Zuschreibung an Rossellino wurde lediglich von einer Expertenminderheit vertreten, findet sich jedoch noch heute in der Forschungsliteratur wieder. Zuletzt schrieb Volker Krahn die Büste 2014 Desiderio da Settignano zu, da die Behandlung der Oberfläche sowie die lebensnahe Repräsentation mit dem sicher an Desiderio da Settignano zugeschriebenen Marsuppini-Grabmal in Santa Croce in Florenz übereinstimmen würden.

## Datierung
Wenn Desiderio da Settignano die Büste der Marietta Strozzi angefertigt haben soll, kann dies aufgrund der Lebensdaten des Künstlers und der Porträtierten nur zwischen 1461 und 1464 geschehen sein. Desiderio starb 1464, als die im Juni 1448 in Florenz geborene Marietta etwa 15 Jahre alt gewesen ist. Ein früherer Zeitpunkt als 1461 erscheint aufgrund des Alters der Abgebildeten unwahrscheinlich.

## Identifizierung einer Büste der Marietta Strozzi
Frauenbüsten des Quattrocento sind im Gegensatz zu Männerbüsten seltener und, da meist für eine private, nicht öffentliche Aufstellung gedacht, ohne Inschriften versehen. Daher können nur wenige weibliche Büsten einem Künstler, einer Person oder einem Entstehungszeitpunkt zugeordnet werden. Auch die beschriebene Frauenbüste hat keine Inschrift, die bei der Identifizierung herangezogen werden könnte. Es gibt jedoch bis ins 16. Jahrhundert zurückreichende Überlieferungen, die übereinstimmend Künstler, Porträtierte und Material gemeinsam nennen, weshalb von der Existenz einer Büste der Marietta Strozzi ausgegangen wird. Die heute bekannteste Textstelle ist eine Beschreibung von Giorgio Vasari in seiner Vita des Desiderio da Settignano: „Gleichfalls aus Marmor porträtierte er den Kopf der Marietta degli Strozzi nach dem Leben, was ihm dank ihrer außerordentlichen Schönheit ganz vortrefflich gelang.“

## Auftraggeber
Es existieren keinerlei Dokumente für den Entstehungszusammenhang der Büste. Da die Porträtierte jedoch zu jung erscheint, um selbst die Auftraggeberin der Büste zu sein, schlug Arnold Coonin 2009 vor, dass Mariettas Mutter Alessandra Bardi oder ein anderer nahestehender Familienangehöriger die Büste in Auftrag gegeben haben könnte.

## Funktion
Büsten wurden im Wohnraum auf Kamingesimsen oder über Türen aufgestellt, um an eine noch lebende oder bereits verstorbene Person im Sinne einer memoria zu erinnern. 2009 legte Arnold Viktor Coonin entgegen der üblichen Funktion von Büsten dar, dass – ähnlich wie bei gemalten Porträts – die Entstehung im Zusammenhang mit ehelicher Werbung gesucht werden könnte.

## Provenienz
Die Frauenbüste wurde 1842 von Gustav Friedrich Waagen, dem damaligen Generaldirektor der Gemäldegalerie, durch den Künstler Luigi Mussini als ein Werk Donatellos für die Königlichen Museen zu Berlin aus dem Palazzo Strozzi für 20 Francesconi in Florenz erworben; die vorherige Provenienz ist unbekannt.

## Weitere Büsten
Im späten 19. und frühen 20. Jahrhundert wurden neben der Frauenbüste im Besitz der Staatlichen Museen zu Berlin weitere weibliche Büsten Bestandteil bedeutender Sammlungen italienischer Skulpturen in Berlin, Florenz, Washington und New York. Sie alle wurden in Verbindung mit Desiderio da Settignano gebracht und teilweise als Marietta Strozzi identifiziert:
Büsten, die als Marietta Strozzi identifiziert wurden:
- Pierpont Morgan Library, New York: Bust of a Woman von Gregorio di Lorenzo
- National Gallery of Art, Washington D.C.: sog. Giovinetta Widener
- Museo Nazionale del Bargello, Florenz: Ritratto di donna, Desiderio da Settignano

Büsten, die zum Vergleich herangezogen wurden:
- Skulpturensammlung, Staatliche Museen zu Berlin: 'Bildnis einer jungen Frau (sog. Weisbach Lady),  Gregorio di Lorenzo
- Skulpturensammlung, Berlin: Bildnis einer jungen Frau (sog. Prinzessin von Urbino)
- Louvre, Paris: Hlg. Constanza, gen. Belle Florentine, Umkreis von Desiderio da Settignano
- National Gallery of Art, Washington D.C.: A Lady (sog. Simonetta Vespucci), Umkreis von Andrea del Verrocchio

## Belege
1. ↑  Patricia Rubin: Florenz und das Portrait der Renaissance. In: Keith Christiansen, Stefan Weppelmann (Hrsg.): Gesichter der Renaissance. Meisterwerke italienischer Portrait-Kunst. (= Ausstellungskatalog, Bode-Museum, Berlin, und Metropolitan Museum of Art, New York). Hirmer, München 2011, S. 2–25, hier S. 15–17.
2. 1 2 3  Francesco Caglioti: Desiderio da Settignano: Büste einer jungen Frau (Marietta di Lorenzo Strozzi?). In: Keith Christiansen, Stefan Weppelmann (Hrsg.): Gesichter der Renaissance. Meisterwerke italienischer Portrait-Kunst. (= Ausstellungskatalog, Bode-Museum, Berlin, und Metropolitan Museum of Art, New York, 2011). Hirmer, München 2011, S. 107–109.
3. 1 2 3 4  Volker Krahn: X. 17. Desiderio da Settignano. Marietta Strozzi. In: Beatrice Paolozzi Strozzi, Marc Bormand (Hrsg.): The Springtime of the Renaissance. Sculpture and the Arts in Florence 1400–60. Mandragora, Florenz 2014, S. 509.
4. ↑  Frida Schottmüller: 77. Bildnis der Marietta Strozzi. In: Die italienischen und spanischen Bildwerke der Renaissance und des Barock: Die Bildwerke in Stein, Holz, Ton und Wachs. de Gruyter, Berlin 1933, S. 38–40, hier S. 38.
5. ↑  Für detaillierte Übersichten vgl. Caglioti 2011, Bormand 2007, Coonin 2009, Bomard 2007, Pope-Hennessy 1958.
6. ↑  Wilhelm Bode: Desiderio da Settignano und Francesco Laurana: Zwei italienische Frauenbüsten des Quattrocento im Berliner Museum. Hrsg.: Jahrbuch Der Königlich Preußischen Kunstsammlungen. Band 9, Nr. 4, 1888, S. 209–227, JSTOR:25167182.
7. ↑  Wilhelm Bode: Desiderio da Settignano und Francesco Laurana: Die wahre Büste der Marietta Strozzi. In: Jahrbuch der Königlich Preußischen Kunstsammlungen. Band 10, Nr. 1, 1889, S. 28–33, JSTOR:25167191.
8. ↑  John Pope-Hennessy: Italian Renaissance sculpture. An introduction to Italian sculpture. Phaidon, London 1958, S. 59 f., 301, 304.
9. ↑  Vgl. beispielsweise Coonin 2009, S. 52, 40343663 JSTOR.
10. 1 2 3  Arnold Victor Coonin: The Most Elusive Woman in Renaissance Art: A Portrait of Marietta Strozzi. In: Artibus et Historiae. Band 30, Nr. 59, 2009, S. 41–64, hier S. 48, JSTOR:40343663.
11. ↑  Arnold Victor Coonin: The Most Elusive Woman in Renaissance Art: A Portrait of Marietta Strozzi. In: Artibus et Historiae. Band 30, Nr. 59, 2009, S. 41–64, hier S. 43.
12. ↑  Marc Bormand: Portrait of a Lady, said to be Marietta Strozzi, ca. 1460. In: Marc Bormand, Beatrice Paolozzi Strozzi, Nicholas Penny (Hrsg.): Desiderio da Settignano: Sculptor of Renaissance Florence. (= Ausstellungskatalog, National Gallery of Art, Washington, 2007). 5 Continents Editions u. a., Milan 2007, S. 150–153, hier S. 150.
13. ↑  Giorgio Vasari: Vite de' più eccellenti pittori scultori e architettori, Edizione Torrentiniana, 1550, S. 171. Hier nach: Giorgio Vasari: Das Leben des Bildhauers Desiderio da Settignano. In: Alessandro Nova et al. (Hrsg.): Das Leben des Giuliano da Maiano, Antonio und Bernardo Rossellino, Desiderio da Settignano und Benedetto da Maiano. Neu übersetzt von Victoria Lorini. Wagenbach, Berlin 2012, S. 43–51, hier S. 47.
14. ↑  Peter H. Feist: Florentinische Frührenaissance Plastik in den Staatlichen Museen zu Berlin. Seemann, Leipzig, S. 29.
15. ↑  Arnold Victor Coonin: The Most Elusive Woman in Renaissance Art: A Portrait of Marietta Strozzi. In: Artibus et Historiae. Band 30, Nr. 59, 2009, S. 41–64, hier S. 44–48, JSTOR:40343663.
16. ↑  Wilhelm Bode: Desiderio da Settignano und Francesco Laurana: Zwei italienische Frauenbüsten des Quattrocento im Berliner Museum. In: Jahrbuch der Königlich Preußischen Kunstsammlungen. Band 9, Nr. 4, 1888, S. 210, JSTOR:25167191.
17. ↑  Für detaillierte Übersichten siehe Cardellini 1962,180–187, 198–205, 248–251, 272–274; Coonin 2009, 48–57; Caglioti 2011, 107.